# Masacrul de la Dersim

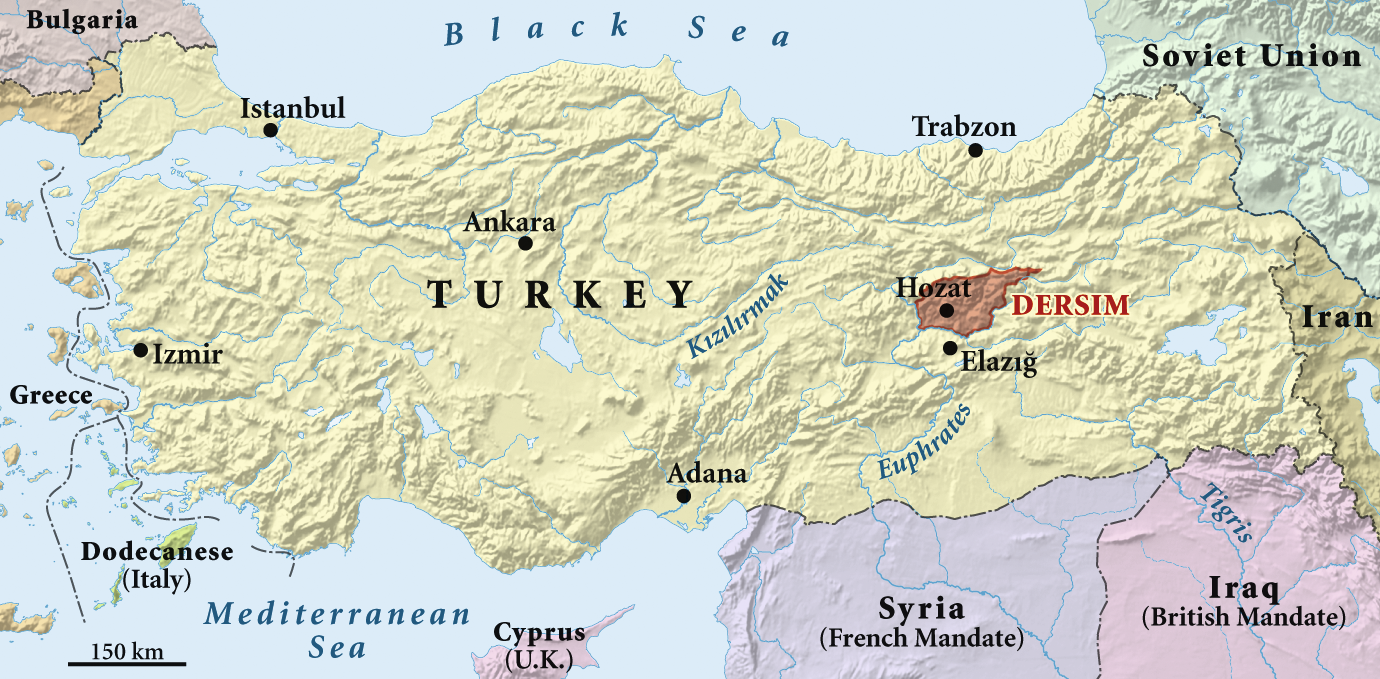
Dersim în 1937

Masacrul de la Dersim a avut loc în 1937 și 1938 în Dersim, numită acum provincia Tunceli, în Turcia. Acesta a fost rezultatul unei campanii militare turce împotriva rebeliunii de la Dersim a grupurilor etnice ale Kurzilor împotriva Legii de reinstalare a Turciei din 1934. Mii de oameni Alevi și Zaza au murit și mulți alții au fost strămutați din cauza conflictului.
Crimele au fost apărate de către unii ca fiind un act legitim militar și condamnate de alții ca fiind un genocid sau etnocid. La 23 noiembrie 2011, prim-ministrul turc Recep Tayyip Erdoğan și-a cerut scuze pentru masacru, descriindu-l ca „unul dintre cele mai tragice evenimente din istoria recentă”.